# بالت‌ها

نقشهٔ محل استقرار قبیله‌های بالتی در ۱۲۰۰ میلادی

بالت‌ها یا بالتی‌ها (به لیتوانیایی:baltai، لتونیایی:balti) مردمانی نیاهندواروپایی بودند که به زبان‌های بالتیک سخن‌می‌راندند. زبان‌های بالتیک شاخه‌ای از خانوادهٔ زبان‌های هندواروپایی است. بالت‌ها به دو شاخهٔ شرقی و غربی تقسیم می‌شوند. امروزه لیتوانیایی‌ها و لتونیایی‌ها از مردمان بالتی شرقی‌اند. بالت‌های غربی دربرگیرندهٔ پروسیان باستان، گالیندها و یاتوینگ‌ها می‌باشند، اینان بر خلاف بالت‌های شرقی زبان و فرهنگ خود را باخته و در دیگر فرهنگ‌ها حل‌شده‌اند.

## پیشینهٔ نام‌گذاری
آدام فن برمن نخستین کسی بود که در سدهٔ یازدهم از نام بالتیک به مفهوم کنونی‌اش یادکرد. در ۱۸۴۰ میلادی بزرگان ژرمن‌تبار دولت لیوونی از نام بالت‌ها برای اشاره به خود استفاده‌کردند. در ۱۸۴۵ گئورگ هاینریش فردیناند نسلمان پیشنهاد داد تا زبان‌های لیتوانیایی و لتونیایی را در شاخه‌ای جداگانه به نام بالتیک بگنجانند.

## تاریخچه
بالت‌ها قبیله‌هایی هندواروپایی بودند که در کرانه‌های جنوب خاوری دریای بالتیک و در شمال رودهای دنیپر و دائوگاوا و کرانه‌های خاوری رود ویستولا می‌زیستند. به دلیل ساختار گیتاشناسانهٔ محل استقرار بالت‌ها که پوشیده از مرداب‌ها و دریاچه‌ها بوده‌است، این مردمان به نوعی انزوای جغرافیایی دچار شدند که سبب‌شده‌است که برخی ویژگی‌های زبان نخستین هندواروپایی در نزدشان باقی‌ بماند.
نخستین‌بار در سال ۹۸ میلادی، یک تاریخ‌نگار رومی به نام تاسیتوس از وجود قبیله‌ای در کرانهٔ دریای بالتیک نام برده‌است که پیشه‌شان گردآوری کهربا بوده‌است. در سده‌های دوازدهم و سیزدهم میلادی، درگیری‌های داخلی، دست‌اندازی‌های پومرانی‌ها، لهستانی‌ها و شوالیه‌های تتونیک به منطقهٔ بالت‌ها، سبب نابودی و آسیمیله‌شدن بسیاری از اسلاوهای غربی شد.